# 532 TCN
532 TCN là một năm trong lịch La Mã.